# Freimut Börngen
Freimut Börngen (17 de outubro de 1930 – 19 de junho de 2021) foi um astrônomo alemão. Algumas poucas fontes apresentavam erroneamente seu primeiro nome como Freimuth. Börngen tinha estudado as galáxias com o telescópio Schmidt do Observatório Karl Schwarzschild em Tautenburg, Turíngia, Alemanha. Aposentou-se em 1995, mas continuava a trabalhar como astrônomo freelancer para o observatório.

## Descobridor de asteroides
Como resultado de seu trabalho, tinha descoberto numerosos asteroides (519, até julho de 2006). A procura por asteroides tinha sido feita em seu tempo livre, já que a busca por pequenos objetos não gozava de prestígio suficiente entre os financiadores da pesquisa astronômica na Alemanha Oriental. Durante o regime da República Democrática Alemã, Börngen atribuiu nomes politicamente neutros para seus asteroides, tais como nomes relacionados à Turíngia ou nomes de cientistas e compositores famosos. Exemplos incluem, 2424 Tautenburg, 3181 Ahnert, 3245 Jensch e 3941 Haydn.
Após a reunificação da Alemanha, passou a atribuir sistematicamente nomes relacionados com tópicos históricos, culturais, científicos ou geográficos, e às vezes, homenageando astrônomos amadores. Outros nomes incluem referências a pessoas que lutaram contra o Nazismo, ou a documentos de interesse religioso.

## Homenagens e condecorações
Freimut Börngen ganhou grande reputação na comunidade científica internacional for suas qualidades humanas e seus critérios para escolha dos nomes dos asteroides. A União Astronómica Internacional (UAI) o homenageou com o asteroide 3859 Borngen, descoberto por E. Bowell na Estação Anderson Mesa do Observatório de Lowell no Arizona, Estados Unidos.
No ano de 2006, também foi laureado com a Bundesverdienstkreuz am Bande (Cruz de Mérito) pelo presidente da Alemanha, Horst Köhler.

## Morte
Freimut Börngen morreu em 19 de junho de 2021, aos 90 anos.

## Lista de asteroides
| 2424 Tautenburg        | 27 de outubro de 1973   | com K. Kirsch            |
| 2861 Lambrecht         | 3 de novembro de 1981   | com K. Kirsch            |
| 3181 Ahnert            | 8 de março de 1964      |                          |
| 3245 Jensch            | 27 de outubro de 1973   |                          |
| 3338 Richter           | 28 de outubro de 1973   |                          |
| 3499 Hoppe             | 3 de novembro de 1981   | com K. Kirsch            |
| 3539 Weimar            | 11 de abril de 1967     |                          |
| 3540 Protesilaos       | 27 de outubro de 1973   |                          |
| 3802 Dornburg          | 7 de agosto de 1986     |                          |
| 3808 Tempel            | 24 de março de 1982     |                          |
| 3826 Handel            | 27 de outubro de 1973   |                          |
| 3917 Franz Schubert    | 15 de fevereiro de 1961 |                          |
| 3941 Haydn             | 27 de outubro de 1973   |                          |
| 3943 Silbermann        | 3 de setembro de 1981   |                          |
| 3954 Mendelssohn       | 24 de abril de 1987     |                          |
| 3955 Bruckner          | 9 de setembro de 1988   |                          |
| 3975 Verdi             | 19 de outubro de 1982   |                          |
| 3992 Wagner            | 29 de setembro de 1987  |                          |
| 4003 Schumann          | 8 de março de 1964      |                          |
| 4076 Dorffel           | 19 de outubro de 1982   |                          |
| 4098 Thraen            | 26 de novembro de 1987  |                          |
| 4117 Wilke             | 24 de setembro de 1982  |                          |
| 4134 Schutz            | 15 de fevereiro de 1961 |                          |
| 4246 Telemann          | 24 de setembro de 1982  |                          |
| 4330 Vivaldi           | 19 de outubro de 1982   |                          |
| 4347 Reger             | 13 de agosto de 1988    |                          |
| 4382 Stravinsky        | 29 de novembro de 1989  |                          |
| 4406 Mahler            | 22 de dezembro de 1987  |                          |
| 4559 Strauss           | 11 de janeiro de 1989   |                          |
| 4579 Puccini           | 11 de janeiro de 1989   |                          |
| 4727 Ravel             | 24 de outubro de 1979   |                          |
| 4734 Rameau            | 19 de outubro de 1982   |                          |
| 4802 Khatchaturian     | 23 de outubro de 1989   |                          |
| 4850 Palestrina        | 27 de outubro de 1973   |                          |
| 4872 Grieg             | 25 de dezembro de 1989  |                          |
| 4889 Praetorius        | 19 de outubro de 1982   |                          |
| 4972 Pachelbel         | 23 de outubro de 1989   |                          |
| 5004 Bruch             | 8 de setembro de 1988   |                          |
| 5039 Rosenkavalier     | 11 de abril de 1967     |                          |
| 5063 Monteverdi        | 2 de fevereiro de 1989  |                          |
| 5157 Hindemith         | 27 de outubro de 1973   |                          |
| 5177 Hugowolf          | 10 de janeiro de 1989   |                          |
| 5210 Saint-Saens       | 7 de março de 1989      |                          |
| 5224 Abbe              | 21 de fevereiro de 1982 |                          |
| 5312 Schott            | 3 de novembro de 1981   |                          |
| 5375 Siedentopf        | 11 de janeiro de 1989   |                          |
| 5409 Saale             | 30 de setembro de 1962  |                          |
| 5478 Wartburg          | 23 de outubro de 1989   |                          |
| 5509 Rennsteig         | 8 de setembro de 1988   |                          |
| 5616 Vogtland          | 29 de setembro de 1987  |                          |
| 5628 Preussen          | 13 de setembro de 1991  | com L. D. Schmadel       |
| 5689 Rhon              | 9 de setembro de 1991   | com L. D. Schmadel       |
| 5792 Unstrut           | 18 de janeiro de 1964   |                          |
| 5816 Potsdam           | 11 de janeiro de 1989   |                          |
| 5820 Babelsberg        | 23 de outubro de 1989   |                          |
| 5835 Mainfranken       | 21 de setembro de 1992  |                          |
| 5846 Hessen            | 11 de janeiro de 1989   |                          |
| 5866 Sachsen           | 13 de agosto de 1988    |                          |
| 5904 Wurttemberg       | 10 de janeiro de 1989   |                          |
| 6044 Hammer-Purgstall  | 13 de setembro de 1991  | com L. D. Schmadel       |
| 6068 Brandenburg       | 10 de outubro de 1990   | com L. D. Schmadel       |
| 6070 Rheinland         | 10 de dezembro de 1991  |                          |
| 6099 Saarland          | 30 de outubro de 1991   |                          |
| 6120 Anhalt            | 21 de agosto de 1987    |                          |
| 6124 Mecklenburg       | 29 de setembro de 1987  |                          |
| 6157 Prey              | 9 de setembro de 1991   | com L. D. Schmadel       |
| 6209 Schwaben          | 12 de outubro de 1990   | com L. D. Schmadel       |
| 6293 Oberpfalz         | 26 de novembro de 1987  |                          |
| 6305 Helgoland         | 6 de abril de 1989      |                          |
| 6320 Bremen            | 15 de janeiro de 1991   |                          |
| 6332 Vorarlberg        | 30 de março de 1992     |                          |
| 6396 Schleswig         | 15 de janeiro de 1991   |                          |
| 6402 Holstein          | 9 de abril de 1991      |                          |
| 6439 Tirol             | 13 de fevereiro de 1988 |                          |
| 6442 Salzburg          | 8 de setembro de 1988   |                          |
| 6451 Karnten           | 9 de abril de 1991      |                          |
| 6457 Kremsmunster      | 2 de setembro de 1992   | com L. D. Schmadel       |
| 6482 Steiermark        | 10 de janeiro de 1989   |                          |
| 6488 Drebach           | 10 de abril de 1991     |                          |
| 6563 Steinheim         | 11 de dezembro de 1991  |                          |
| 6653 Feininger         | 10 de dezembro de 1991  |                          |
| 6717 Antal             | 10 de outubro de 1990   | com L. D. Schmadel       |
| 6718 Beiglbock         | 14 de outubro de 1990   | com L. D. Schmadel       |
| 6776 Dix               | 6 de abril de 1989      |                          |
| 6864 Starkenburg       | 12 de setembro de 1991  | com L. D. Schmadel       |
| 6966 Vietoris          | 13 de setembro de 1991  | com L. D. Schmadel       |
| 7054 Brehm             | 6 de abril de 1989      |                          |
| 7117 Claudius          | 14 de fevereiro de 1988 |                          |
| 7121 Busch             | 10 de janeiro de 1989   |                          |
| 7127 Stifter           | 9 de setembro de 1991   | com L. D. Schmadel       |
| 7130 Klepper           | 30 de abril de 1992     |                          |
| 7256 Bonhoeffer        | 11 de novembro de 1993  |                          |
| 7280 Bergengruen       | 8 de setembro de 1988   |                          |
| 7414 Bosch             | 13 de outubro de 1990   | com L. D. Schmadel       |
| 7571 Weisse Rose       | 7 de março de 1989      |                          |
| 7580 Schwabhausen      | 13 de outubro de 1990   | com L. D. Schmadel       |
| 7583 Rosegger          | 17 de janeiro de 1991   |                          |
| 7584 Ossietzky         | 9 de abril de 1991      |                          |
| 7586 Bismarck          | 13 de setembro de 1991  | com L. D. Schmadel       |
| 7655 Adamries          | 28 de dezembro de 1991  |                          |
| 7698 Schweitzer        | 11 de janeiro de 1989   |                          |
| 7700 Rote Kapelle      | 13 de outubro de 1990   | com L. D. Schmadel       |
| 7767 Tomatic           | 13 de setembro de 1991  | com L. D. Schmadel       |
| 7873 Boll              | 15 de janeiro de 1991   |                          |
| 7945 Kreisau           | 13 de setembro de 1991  | com L. D. Schmadel       |
| 8019 Karachkina        | 14 de outubro de 1990   | com L. D. Schmadel       |
| 8020 Erzgebirge        | 14 de outubro de 1990   | com L. D. Schmadel       |
| 8089 Yukar             | 13 de outubro de 1990   | com L. D. Schmadel       |
| 8108 Wieland           | 30 de janeiro de 1995   |                          |
| 8130 Seeberg           | 27 de fevereiro de 1976 |                          |
| 8158 Herder            | 23 de outubro de 1989   |                          |
| 8171 Stauffenberg      | 5 de setembro de 1991   | com L. D. Schmadel       |
| 8268 Goerdeler         | 29 de setembro de 1987  |                          |
| 8282 Delp              | 10 de setembro de 1991  |                          |
| 8284 Cranach           | 8 de outubro de 1991    |                          |
| 8381 Hauptmann         | 21 de setembro de 1992  |                          |
| 8382 Mann              | 23 de setembro de 1992  |                          |
| 8501 Wachholz          | 13 de outubro de 1990   | com L. D. Schmadel       |
| 8502 Bauhaus           | 14 de outubro de 1990   | com L. D. Schmadel       |
| 8661 Ratzinger         | 14 de outubro de 1990   | com L. D. Schmadel       |
| 8666 Reuter            | 9 de abril de 1991      |                          |
| 8667 Fontane           | 9 de abril de 1991      |                          |
| 8684 Reichwein         | 30 de março de 1992     |                          |
| 8827 Kollwitz          | 13 de agosto de 1988    |                          |
| 8831 Brandstrom        | 2 de fevereiro de 1989  |                          |
| 8847 Huch              | 12 de outubro de 1990   | com L. D. Schmadel       |
| 8853 Gerdlehmann       | 9 de abril de 1991      |                          |
| 8860 Rohloff           | 5 de outubro de 1991    | com L. D. Schmadel       |
| 8861 Jenskandler       | 3 de outubro de 1991    | com L. D. Schmadel       |
| 9052 Uhland            | 30 de outubro de 1991   |                          |
| 9187 Walterkroll       | 12 de setembro de 1991  | com L. D. Schmadel       |
| 9189 Holderlin         | 10 de setembro de 1991  |                          |
| 9204 Morike            | 4 de agosto de 1994     |                          |
| 9307 Regiomontanus     | 21 de agosto de 1987    |                          |
| 9315 Weigel            | 13 de agosto de 1988    |                          |
| 9322 Lindenau          | 10 de janeiro de 1989   |                          |
| 9336 Altenburg         | 15 de janeiro de 1991   |                          |
| 9344 Klopstock         | 12 de setembro de 1991  |                          |
| 9351 Neumayer          | 2 de outubro de 1991    | com L. D. Schmadel       |
| 9413 Eichendorff       | 21 de setembro de 1995  |                          |
| 9577 Gropius           | 2 de fevereiro de 1989  |                          |
| 9610 Vischer           | 2 de setembro de 1992   | com L. D. Schmadel       |
| 9645 Grunewald         | 5 de janeiro de 1995    |                          |
| 9742 Worpswede         | 26 de novembro de 1987  |                          |
| 9761 Krautter          | 13 de setembro de 1991  | com L. D. Schmadel       |
| 9762 Hermannhesse      | 13 de setembro de 1991  | com L. D. Schmadel       |
| 9764 Morgenstern       | 30 de outubro de 1991   |                          |
| 9833 Rilke             | 21 de fevereiro de 1982 |                          |
| 9854 Karlheinz         | 15 de janeiro de 1991   |                          |
| 9861 Jahreiss          | 9 de setembro de 1991   | com L. D. Schmadel       |
| 9863 Reichardt         | 13 de setembro de 1991  | com L. D. Schmadel       |
| 9872 Solf              | 27 de fevereiro de 1992 |                          |
| 9956 Castellaz         | 5 de outubro de 1991    | com L. D. Schmadel       |
| 9957 Raffaellosanti    | 6 de outubro de 1991    |                          |
| 9962 Pfau              | 28 de dezembro de 1991  |                          |
| 10055 Silcher          | 22 de dezembro de 1987  |                          |
| 10067 Bertuch          | 11 de janeiro de 1989   |                          |
| 10095 Johannlowe       | 9 de setembro de 1991   | com L. D. Schmadel       |
| 10100 Burgel           | 10 de dezembro de 1991  |                          |
| 10114 Greifswald       | 4 de setembro de 1992   | com L. D. Schmadel       |
| 10116 Robertfranz      | 21 de setembro de 1992  | com L. D. Schmadel       |
| 10331 Peterbluhm       | 9 de abril de 1991      |                          |
| 10340 Jostjahn         | 10 de setembro de 1991  |                          |
| 10348 Poelchau         | 29 de abril de 1992     |                          |
| 10543 Klee             | 27 de fevereiro de 1992 |                          |
| 10740 Fallersleben     | 8 de setembro de 1988   |                          |
| 10745 Arnstadt         | 11 de janeiro de 1989   |                          |
| 10746 Muhlhausen       | 10 de fevereiro de 1989 |                          |
| 10747 Kothen           | 1 de fevereiro de 1989  |                          |
| 10749 Musaus           | 6 de abril de 1989      |                          |
| 10753 van der Velde    | 28 de novembro de 1989  |                          |
| 10761 Lyubimets        | 12 de outubro de 1990   | com L. D. Schmadel       |
| 10762 von Laue         | 12 de outubro de 1990   | com L. D. Schmadel       |
| 10763 Hlawka           | 12 de outubro de 1990   | com L. D. Schmadel       |
| 10764 Rubezahl         | 12 de outubro de 1990   | com L. D. Schmadel       |
| 10774 Eisenach         | 15 de janeiro de 1991   |                          |
| 10775 Leipzig          | 15 de janeiro de 1991   |                          |
| 10778 Marcks           | 9 de abril de 1991      |                          |
| 10781 Ritter           | 6 de agosto de 1991     |                          |
| 10782 Hittmair         | 12 de setembro de 1991  | com L. D. Schmadel       |
| 10786 Robertmayer      | 7 de outubro de 1991    | com L. D. Schmadel       |
| 10787 Ottoburkard      | 4 de outubro de 1991    | com L. D. Schmadel       |
| 10801 Luneburg         | 23 de setembro de 1992  |                          |
| 10825 Augusthermann    | 18 de setembro de 1993  |                          |
| 10835 Frobel           | 12 de novembro de 1993  |                          |
| 10839 Hufeland         | 3 de abril de 1994      |                          |
| 10847 Koch             | 5 de janeiro de 1995    |                          |
| 10856 Bechstein        | 4 de março de 1995      |                          |
| 10857 Bluthner         | 5 de março de 1995      |                          |
| 11037 Distler          | 2 de fevereiro de 1989  |                          |
| 11043 Pepping          | 25 de dezembro de 1989  |                          |
| 11050 Messiaen         | 13 de outubro de 1990   | com L. D. Schmadel       |
| 11061 Lagerlof         | 10 de setembro de 1991  |                          |
| 11075 Donhoff          | 23 de setembro de 1992  |                          |
| 11313 Kugelgen         | 3 de abril de 1994      |                          |
| 11485 Zinzendorf       | 8 de setembro de 1988   |                          |
| 11496 Grass            | 10 de janeiro de 1989   |                          |
| 11508 Stolte           | 12 de outubro de 1990   | com L. D. Schmadel       |
| 11537 Guericke         | 29 de abril de 1992     |                          |
| 11547 Griesser         | 31 de outubro de 1992   |                          |
| 11573 Helmholtz        | 20 de setembro de 1993  | com L. D. Schmadel       |
| 11588 Gottfriedkeller  | 28 de outubro de 1994   |                          |
| 11847 Winckelmann      | 20 de janeiro de 1988   |                          |
| 11853 Runge            | 7 de setembro de 1988   |                          |
| 11854 Ludwigrichter    | 8 de setembro de 1988   |                          |
| 11855 Preller          | 8 de setembro de 1988   |                          |
| 11886 Kraske           | 10 de outubro de 1990   | com L. D. Schmadel       |
| 11887 Echemmon         | 14 de outubro de 1990   | com L. D. Schmadel       |
| 11899 Weill            | 9 de abril de 1991      |                          |
| 11916 Wiesloch         | 24 de setembro de 1992  | com L. D. Schmadel       |
| 12182 Storm            | 27 de outubro de 1973   |                          |
| 12240 Droste-Hulshoff  | 13 de agosto de 1988    |                          |
| 12241 Lefort           | 13 de agosto de 1988    |                          |
| 12244 Werfel           | 8 de setembro de 1988   |                          |
| 12298 Brecht           | 6 de agosto de 1991     |                          |
| 12318 Kastner          | 30 de abril de 1992     |                          |
| 12323 Hackel           | 4 de setembro de 1992   | com L. D. Schmadel       |
| 12327 Terbruggen       | 21 de setembro de 1992  | com L. D. Schmadel       |
| 12329 Liebermann       | 23 de setembro de 1992  |                          |
| 12350 Feuchtwanger     | 23 de abril de 1993     |                          |
| 12401 Tucholsky        | 21 de julho de 1995     |                          |
| 12659 Schlegel         | 27 de outubro de 1973   |                          |
| 12661 Schelling        | 27 de fevereiro de 1976 |                          |
| 12694 Schleiermacher   | 7 de março de 1989      |                          |
| 12729 Berger           | 13 de setembro de 1991  | com L. D. Schmadel       |
| 12782 Mauersberger     | 5 de março de 1995      |                          |
| 13024 Conradferdinand  | 11 de janeiro de 1989   |                          |
| 13055 Kreppein         | 14 de outubro de 1990   | com L. D. Schmadel       |
| 13084 Virchow          | 2 de abril de 1992      |                          |
| 13086 Sauerbruch       | 30 de abril de 1992     |                          |
| 13092 Schrodinger      | 24 de setembro de 1992  | com L. D. Schmadel       |
| 13093 Wolfgangpauli    | 21 de setembro de 1992  |                          |
| 13149 Heisenberg       | 4 de março de 1995      |                          |
| 13478 Fraunhofer       | 27 de fevereiro de 1976 |                          |
| 13530 Ninnemann        | 9 de setembro de 1991   | com L. D. Schmadel       |
| 13531 Weizsacker       | 13 de setembro de 1991  | com L. D. Schmadel       |
| 13559 Werth            | 4 de setembro de 1992   | com L. D. Schmadel       |
| 13610 Lilienthal       | 5 de outubro de 1994    |                          |
| 13954 Born             | 13 de outubro de 1990   | com L. D. Schmadel       |
| 13977 Frisch           | 29 de abril de 1992     |                          |
| 14014 Munchhausen      | 14 de janeiro de 1994   |                          |
| 14025 Fallada          | 2 de setembro de 1994   |                          |
| 14041 Durrenmatt       | 21 de setembro de 1995  |                          |
| 14365 Jeanpaul         | 8 de setembro de 1988   |                          |
| 14366 Wilhelmraabe     | 8 de setembro de 1988   |                          |
| 14367 Hippokrates      | 8 de setembro de 1988   |                          |
| 14372 Paulgerhardt     | 9 de janeiro de 1989    |                          |
| 14412 Wolflojewski     | 9 de setembro de 1991   | com L. D. Schmadel       |
| 14413 Geiger           | 5 de setembro de 1991   | com L. D. Schmadel       |
| 14836 Maxfrisch        | 14 de fevereiro de 1988 |                          |
| 14845 Hegel            | 3 de novembro de 1988   |                          |
| 14871 Pyramus          | 13 de outubro de 1990   | com L. D. Schmadel       |
| 14940 Freiligrath      | 4 de março de 1995      |                          |
| 15262 Abderhalden      | 12 de outubro de 1990   | com L. D. Schmadel       |
| 15263 Erwingroten      | 13 de outubro de 1990   | com L. D. Schmadel       |
| 15264 Delbrück         | 11 de outubro de 1990   | com L. D. Schmadel       |
| 15265 Ernsting         | 12 de outubro de 1990   | com L. D. Schmadel       |
| 15282 Franzmarc        | 13 de setembro de 1991  | com L. D. Schmadel       |
| 15301 Marutesser       | 21 de setembro de 1992  | com L. D. Schmadel       |
| 15342 Assisi           | 3 de abril de 1994      |                          |
| 15346 Bonifatius       | 2 de setembro de 1994   |                          |
| 15710 Bocklin          | 11 de janeiro de 1989   |                          |
| 15724 Zille            | 12 de outubro de 1990   | com L. D. Schmadel       |
| 15727 Ianmorison       | 10 de outubro de 1990   | com L. D. Schmadel       |
| 15728 Karlmay          | 11 de outubro de 1990   | com L. D. Schmadel       |
| 15761 Schumi           | 24 de setembro de 1992  | com L. D. Schmadel       |
| 15762 Ruhmann          | 21 de setembro de 1992  |                          |
| 15808 Zelter           | 3 de abril de 1994      |                          |
| 15811 Nusslein-Volhard | 10 de julho de 1994     |                          |
| 16355 Buber            | 29 de outubro de 1975   |                          |
| 16398 Hummel           | 24 de setembro de 1982  |                          |
| 16418 Lortzing         | 29 de setembro de 1987  |                          |
| 16438 Knofel           | 11 de janeiro de 1989   |                          |
| 16441 Kirchner         | 7 de março de 1989      |                          |
| 16459 Barth            | 28 de novembro de 1989  |                          |
| 16505 Sulzer           | 12 de outubro de 1990   | com L. D. Schmadel       |
| 16522 Tell             | 15 de janeiro de 1991   |                          |
| 16524 Hausmann         | 17 de janeiro de 1991   |                          |
| 16544 Hochlehnert      | 9 de setembro de 1991   | com L. D. Schmadel       |
| 16590 Brunowalter      | 21 de setembro de 1992  | com L. D. Schmadel       |
| 16705 Reinhardt        | 4 de março de 1995      |                          |
| 16714 Arndt            | 21 de setembro de 1995  |                          |
| 17458 Dick             | 13 de outubro de 1990   | com L. D. Schmadel       |
| 17459 Andreashofer     | 13 de outubro de 1990   | com L. D. Schmadel       |
| 17460 Mang             | 10 de outubro de 1990   | com L. D. Schmadel       |
| 17484 Ganghofer        | 13 de setembro de 1991  | com L. D. Schmadel       |
| 17486 Hodler           | 10 de setembro de 1991  |                          |
| 17488 Mantl            | 2 de outubro de 1991    | com L. D. Schmadel       |
| 17489 Trenker          | 2 de outubro de 1991    | com L. D. Schmadel       |
| 17492 Hippasos         | 10 de dezembro de 1991  |                          |
| 17496 Augustinus       | 29 de fevereiro de 1992 |                          |
| 17579 Lewkopelew       | 5 de outubro de 1994    |                          |
| 17597 Stefanzweig      | 4 de março de 1995      |                          |
| 18286 Kneipp           | 27 de outubro de 1973   |                          |
| 18359 Jakobstaude      | 13 de outubro de 1990   | com L. D. Schmadel       |
| 18360 Sachs            | 10 de outubro de 1990   | com L. D. Schmadel       |
| 18395 Schmiedmayer     | 21 de setembro de 1992  | com L. D. Schmadel       |
| 18396 Nellysachs       | 21 de setembro de 1992  | com L. D. Schmadel       |
| 18398 Bregenz          | 23 de setembro de 1992  |                          |
| 18430 Balzac           | 14 de janeiro de 1994   |                          |
| 18458 Caesar           | 5 de março de 1995      |                          |
| 19126 Ottohahn         | 22 de agosto de 1987    |                          |
| 19136 Strassmann       | 10 de janeiro de 1989   |                          |
| 19139 Apian            | 6 de abril de 1989      |                          |
| 19162 Wambsganss       | 10 de outubro de 1990   | com L. D. Schmadel       |
| 19178 Walterbothe      | 9 de setembro de 1991   | com L. D. Schmadel       |
| 19182 Pitz             | 7 de outubro de 1991    | com L. D. Schmadel       |
| 19183 Amati            | 5 de outubro de 1991    | com L. D. Schmadel       |
| 19185 Guarneri         | 4 de outubro de 1991    |                          |
| 19189 Stradivari       | 28 de dezembro de 1991  |                          |
| 19208 Starrfield       | 2 de setembro de 1992   | com L. D. Schmadel       |
| 19263 Lavater          | 21 de julho de 1995     |                          |
| 19914 Klagenfurt       | 27 de outubro de 1973   |                          |
| 19970 Johannpeter      | 8 de setembro de 1988   |                          |
| 19992 Schonbein        | 10 de outubro de 1990   | com L. D. Schmadel       |
| 19993 Gunterseeber     | 10 de outubro de 1990   | com L. D. Schmadel       |
| 20006 Albertus Magnus  | 11 de abril de 1991     |                          |
| 20012 Ranke            | 13 de setembro de 1991  | com L. D. Schmadel       |
| 20016 Rietschel        | 8 de outubro de 1991    |                          |
| 20074 Laskerschueler   | 14 de janeiro de 1994   |                          |
| 21010 Kishon           | 13 de agosto de 1988    |                          |
| 21050 Beck             | 10 de outubro de 1990   | com L. D. Schmadel       |
| 21059 Penderecki       | 9 de abril de 1991      |                          |
| 21074 Rugen            | 12 de setembro de 1991  | com L. D. Schmadel       |
| (21075) 1991 RF        | 12 de setembro de 1991  | com L. D. Schmadel       |
| 21076 Kokoschka        | 12 de setembro de 1991  | com L. D. Schmadel       |
| (21109) 1992 RY        | 4 de setembro de 1992   | com L. D. Schmadel       |
| 21110 Karlvalentin     | 4 de setembro de 1992   | com L. D. Schmadel       |
| (21118) 1992 SB        | 24 de setembro de 1992  | com L. D. Schmadel       |
| 21125 Orff             | 30 de dezembro de 1992  |                          |
| 22291 Heitifer         | 2 de fevereiro de 1989  |                          |
| 22322 Bodensee         | 13 de setembro de 1991  | com L. D. Schmadel       |
| (22348) 1992 SA        | 24 de setembro de 1992  | com L. D. Schmadel       |
| 22354 Sposetti         | 31 de outubro de 1992   |                          |
| 22369 Klinger          | 18 de setembro de 1993  | com L. D. Schmadel       |
| (23472) 1990 TZ        | 10 de outubro de 1990   | com L. D. Schmadel       |
| 23473 Voss             | 11 de outubro de 1990   | com L. D. Schmadel       |
| (23490) 1991 RK        | 12 de setembro de 1991  | com L. D. Schmadel       |
| 23514 Schneider        | 2 de setembro de 1992   | com L. D. Schmadel       |
| 23520 Ludwigbechstein  | 23 de setembro de 1992  |                          |
| 23578 Baedeker         | 22 de fevereiro de 1995 |                          |
| 24665 Tolerantia       | 8 de setembro de 1988   |                          |
| 24666 Miesvanrohe      | 8 de setembro de 1988   |                          |
| 24671 Frankmartin      | 10 de janeiro de 1989   |                          |
| (24699) 1990 TJ        | 13 de outubro de 1990   | com L. D. Schmadel       |
| 24711 Chamisso         | 6 de agosto de 1991     |                          |
| 24712 Boltzmann        | 12 de setembro de 1991  | com L. D. Schmadel       |
| (24713) 1991 RE        | 12 de setembro de 1991  | com L. D. Schmadel       |
| 24748 Nernst           | 26 de setembro de 1992  | com L. D. Schmadel       |
| (24749) 1992 SM        | 24 de setembro de 1992  | com L. D. Schmadel       |
| 24750 Ohm              | 24 de setembro de 1992  | com L. D. Schmadel       |
| 24751 Kroemer          | 21 de setembro de 1992  |                          |
| 26119 Duden            | 7 de outubro de 1991    |                          |
| 26821 Baehr            | 17 de março de 1988     |                          |
| (26842) 1991 TK        | 2 de outubro de 1991    | com L. D. Schmadel       |
| 27710 Henseling        | 7 de setembro de 1988   |                          |
| 27712 Coudray          | 3 de novembro de 1988   |                          |
| 27758 Michelson        | 12 de setembro de 1991  | com L. D. Schmadel       |
| 27764 von Flue         | 10 de setembro de 1991  |                          |
| 27765 Brockhaus        | 10 de setembro de 1991  |                          |
| 27845 Josephmeyer      | 5 de outubro de 1994    |                          |
| 27846 Honegger         | 5 de outubro de 1994    |                          |
| 27864 Antongraff       | 5 de março de 1995      |                          |
| (29185) 1990 TG        | 13 de outubro de 1990   | com L. D. Schmadel       |
| 29197 Gleim            | 15 de janeiro de 1991   |                          |
| 29203 Schnitger        | 9 de abril de 1991      |                          |
| 29204 Ladegast         | 11 de abril de 1991     |                          |
| 29208 Halorentz        | 9 de setembro de 1991   | com L. D. Schmadel       |
| 29212 Zeeman           | 10 de setembro de 1991  |                          |
| (29214) 1991 TL        | 2 de outubro de 1991    | com L. D. Schmadel       |
| 29227 Wegener          | 29 de fevereiro de 1992 |                          |
| 29246 Clausius         | 2 de setembro de 1992   | com L. D. Schmadel       |
| (29250) 1992 SO        | 24 de setembro de 1992  | com L. D. Schmadel       |
| 29329 Knobelsdorff     | 5 de outubro de 1994    |                          |
| 30778 Doblin           | 29 de setembro de 1987  |                          |
| 30788 Angekauffmann    | 8 de setembro de 1988   |                          |
| 30798 Graubunden       | 2 de fevereiro de 1989  |                          |
| 30826 Coulomb          | 10 de outubro de 1990   | com L. D. Schmadel       |
| (30827) 1990 TE        | 10 de outubro de 1990   | com L. D. Schmadel       |
| 30828 Bethe            | 12 de outubro de 1990   | com L. D. Schmadel       |
| (30829) 1990 TE        | 10 de outubro de 1990   | com L. D. Schmadel       |
| 30830 Jahn             | 14 de outubro de 1990   | com L. D. Schmadel       |
| 30836 Schnittke        | 15 de janeiro de 1991   |                          |
| 30837 Steinheil        | 15 de janeiro de 1991   |                          |
| (30847) 1991 RC        | 13 de setembro de 1991  | com L. D. Schmadel       |
| 30850 Vonsiemens       | 7 de outubro de 1991    | com L. D. Schmadel       |
| (30851) 1991 TD        | 2 de outubro de 1991    | com L. D. Schmadel       |
| 30852 Debye            | 2 de outubro de 1991    | com L. D. Schmadel       |
| (30882) 1992 SG        | 21 de setembro de 1992  | com L. D. Schmadel       |
| 30883 de Broglie       | 24 de setembro de 1992  | com L. D. Schmadel       |
| 30933 Grillparzer      | 17 de outubro de 1993   |                          |
| (32808) 1990 TP        | 10 de outubro de 1990   | com L. D. Schmadel       |
| 32809 Sommerfeld       | 10 de outubro de 1990   | com L. D. Schmadel       |
| (32810) 1990 TS        | 10 de outubro de 1990   | com L. D. Schmadel       |
| 32811 Apisaon          | 14 de outubro de 1990   | com L. D. Schmadel       |
| (32821) 1991 RC        | 9 de setembro de 1991   | com L. D. Schmadel       |
| 32853 Dobereiner       | 21 de setembro de 1992  | com L. D. Schmadel       |
| (32855) 1992 SF        | 24 de setembro de 1992  | com L. D. Schmadel       |
| 32899 Knigge           | 4 de agosto de 1994     |                          |
| 35229 Benckert         | 24 de março de 1995     |                          |
| 37573 Enricocaruso     | 23 de outubro de 1989   |                          |
| 37582 Faraday          | 12 de outubro de 1990   | com L. D. Schmadel       |
| (37583) 1990 TH        | 13 de outubro de 1990   | com L. D. Schmadel       |
| 37584 Schleiden        | 10 de outubro de 1990   | com L. D. Schmadel       |
| (37592) 1991 TG        | 3 de outubro de 1991    | com L. D. Schmadel       |
| 37608 Lons             | 24 de setembro de 1992  | com L. D. Schmadel       |
| 39464 Poppelmann       | 27 de outubro de 1973   |                          |
| (39536) 1990 TA        | 10 de outubro de 1990   | com L. D. Schmadel       |
| 39540 Borchert         | 11 de abril de 1991     |                          |
| 39549 Casals           | 27 de fevereiro de 1992 |                          |
| 39571 Puckler          | 21 de setembro de 1992  |                          |
| 42482 Fischer-Dieskau  | 8 de setembro de 1988   |                          |
| 42487 Angstrom         | 9 de setembro de 1991   | com L. D. Schmadel       |
| (42492) 1991 TD        | 3 de outubro de 1991    | com L. D. Schmadel       |
| 42516 Oistrach         | 11 de novembro de 1993  |                          |
| 43724 Pechstein        | 29 de outubro de 1975   |                          |
| 43751 Asam             | 19 de outubro de 1982   |                          |
| 43775 Tiepolo          | 2 de fevereiro de 1989  |                          |
| 43790 Ferdinandbraun   | 12 de outubro de 1990   | com L. D. Schmadel       |
| (43804) 1991 RL        | 10 de setembro de 1991  | com L. D. Schmadel       |
| 43806 Augustepiccard   | 13 de setembro de 1991  | com L. D. Schmadel       |
| (43813) 1991 TQ        | 7 de outubro de 1991    | com L. D. Schmadel       |
| 46563 Oken             | 12 de setembro de 1991  | com L. D. Schmadel       |
| 48415 Dehio            | 21 de agosto de 1987    |                          |
| 48422 Schrade          | 3 de novembro de 1988   |                          |
| 48425 Tischendorf      | 2 de fevereiro de 1989  |                          |
| 48434 Maxbeckmann      | 23 de outubro de 1989   |                          |
| 48435 Jaspers          | 23 de outubro de 1989   |                          |
| (48447) 1990 TK        | 10 de outubro de 1990   | com L. D. Schmadel       |
| 48456 Wilhelmwien      | 12 de setembro de 1991  | com L. D. Schmadel       |
| (48457) 1991 RO        | 12 de setembro de 1991  | com L. D. Schmadel       |
| 48458 Merian           | 13 de setembro de 1991  | com L. D. Schmadel       |
| (48471) 1991 TV        | 7 de outubro de 1991    | com L. D. Schmadel       |
| 48472 Mossbauer        | 2 de outubro de 1991    | com L. D. Schmadel       |
| 48480 Falk             | 28 de dezembro de 1991  |                          |
| (48492) 1992 SS        | 24 de setembro de 1992  | com L. D. Schmadel       |
| 48588 Raschroder       | 2 de setembro de 1994   |                          |
| 52271 Lecorbusier      | 8 de setembro de 1988   |                          |
| 52291 Mott             | 10 de outubro de 1990   | com L. D. Schmadel       |
| (52292) 1990 TB        | 10 de outubro de 1990   | com L. D. Schmadel       |
| 52293 Mommsen          | 12 de outubro de 1990   | com L. D. Schmadel       |
| (52294) 1990 TJ        | 12 de outubro de 1990   | com L. D. Schmadel       |
| 52301 Qumran           | 9 de setembro de 1991   | com L. D. Schmadel       |
| (52308) 1991 TE        | 7 de outubro de 1991    | com L. D. Schmadel       |
| 52309 Philnicolai      | 7 de outubro de 1991    |                          |
| 52334 Oberammergau     | 30 de março de 1992     |                          |
| 52337 Compton          | 2 de setembro de 1992   | com L. D. Schmadel       |
| (52341) 1992 SB        | 21 de setembro de 1992  | com L. D. Schmadel       |
| 55733 Lepsius          | 27 de novembro de 1986  |                          |
| 55735 Magdeburg        | 22 de agosto de 1987    |                          |
| 55749 Eulenspiegel     | 15 de janeiro de 1991   |                          |
| 55753 Raman            | 13 de setembro de 1991  | com L. D. Schmadel       |
| 55759 Erdmannsdorff    | 10 de dezembro de 1991  |                          |
| 55772 Loder            | 30 de dezembro de 1992  |                          |
| 58152 Natsoderblom     | 12 de agosto de 1988    |                          |
| 58163 Minnesang        | 23 de outubro de 1989   |                          |
| (58186) 1991 RT        | 13 de setembro de 1991  | com L. D. Schmadel       |
| 58191 Dolomiten        | 28 de dezembro de 1991  |                          |
| 58215 von Klitzing     | 21 de setembro de 1992  | com L. D. Schmadel       |
| (58217) 1992 SP        | 24 de setembro de 1992  | com L. D. Schmadel       |
| 65675 Mohr-Gruber      | 11 de janeiro de 1989   |                          |
| 65685 Behring          | 10 de outubro de 1990   | com L. D. Schmadel       |
| (65692) 1991 RH        | 12 de setembro de 1991  | com L. D. Schmadel       |
| 65694 Franzrosenzweig  | 10 de setembro de 1991  |                          |
| 65708 Ehrlich          | 4 de setembro de 1992   | com L. D. Schmadel       |
| (65712) 1992 SJ        | 24 de setembro de 1992  | com L. D. Schmadel       |
| 65769 Mahalia          | 4 de março de 1995      |                          |
| 69264 Nebra            | 14 de agosto de 1988    |                          |
| 69275 Wiesenthal       | 28 de novembro de 1989  |                          |
| 69286 von Liebig       | 10 de outubro de 1990   | com L. D. Schmadel       |
| (69287) 1990 TW        | 10 de outubro de 1990   | com L. D. Schmadel       |
| 69288 Berlioz          | 11 de outubro de 1990   | com L. D. Schmadel       |
| (69295) 1991 TO        | 2 de outubro de 1991    | com L. D. Schmadel       |
| 69312 Rogerbacon       | 24 de setembro de 1992  | com L. D. Schmadel       |
| (73686) 1990 TV        | 10 de outubro de 1990   | com L. D. Schmadel       |
| 73687 Thomas Aquinas   | 10 de outubro de 1990   | com L. D. Schmadel       |
| 73692 Gurtler          | 12 de setembro de 1991  | com L. D. Schmadel       |
| 73693 Dorschner        | 12 de setembro de 1991  | com L. D. Schmadel       |
| (73699) 1991 TH        | 4 de outubro de 1991    | com L. D. Schmadel       |
| 73700 von Kues         | 5 de outubro de 1991    | com L. D. Schmadel       |
| (73701) 1991 TU        | 3 de outubro de 1991    | com L. D. Schmadel       |
| 79087 Scheidt          | 17 de outubro de 1977   | com P. Lochno, R. Ziener |
| 79129 Robkoldewey      | 11 de outubro de 1990   | com L. D. Schmadel       |
| (79138) 1991 RS        | 13 de setembro de 1991  | com L. D. Schmadel       |
| 85179 Meistereckhart   | 11 de outubro de 1990   | com L. D. Schmadel       |
| (85190) 1991 RR        | 12 de setembro de 1991  | com L. D. Schmadel       |
| 85195 von Helfta       | 7 de outubro de 1991    | com L. D. Schmadel       |
| (85196) 1991 TG        | 4 de outubro de 1991    | com L. D. Schmadel       |
| 85197 Ginkgo           | 5 de outubro de 1991    | com L. D. Schmadel       |
| (85198) 1991 TC        | 2 de outubro de 1991    | com L. D. Schmadel       |
| 85199 Habsburg         | 3 de outubro de 1991    | com L. D. Schmadel       |
| (85214) 1992 SZ        | 21 de setembro de 1992  | com L. D. Schmadel       |
| 85215 Hohenzollern     | 26 de setembro de 1992  | com L. D. Schmadel       |
| (85216) 1992 SL        | 24 de setembro de 1992  | com L. D. Schmadel       |
| 85217 Bilzingsleben    | 31 de outubro de 1992   |                          |
| 85299 Neander          | 5 de outubro de 1994    |                          |
| 85317 Lehár            | 30 de janeiro de 1995   |                          |
| 85320 Bertram          | 4 de março de 1995      |                          |
| 90703 Indulgentia      | 8 de setembro de 1988   |                          |
| 90709 Wettin           | 12 de outubro de 1990   | com L. D. Schmadel       |
| (90711) 1990 TB        | 10 de outubro de 1990   | com L. D. Schmadel       |
| 90712 Wittelsbach      | 12 de outubro de 1990   | com L. D. Schmadel       |
| (90718) 1991 RW        | 12 de setembro de 1991  | com L. D. Schmadel       |
| 96205 Ararat           | 24 de setembro de 1992  | com L. D. Schmadel       |
| (96206) 1992 SU        | 24 de setembro de 1992  | com L. D. Schmadel       |
| 100019 Gregorianik     | 23 de outubro de 1989   |                          |
| 100027 Hannaharendt    | 12 de outubro de 1990   | com L. D. Schmadel       |
| (100028) 1990 TZ       | 10 de outubro de 1990   | com L. D. Schmadel       |
| 100029 Varnhagen       | 10 de outubro de 1990   | com L. D. Schmadel       |
| (100033) 1991 GV       | 9 de abril de 1991      |                          |
| (100046) 1991 TT       | 2 de outubro de 1991    | com L. D. Schmadel       |
| 100047 Leobaeck        | 2 de outubro de 1991    | com L. D. Schmadel       |
| (100084) 1992 SY       | 26 de setembro de 1992  | com L. D. Schmadel       |
| 100268 Rosenthal       | 5 de outubro de 1994    |                          |
| (118173) 1991 GZ       | 11 de abril de 1991     |                          |
| (118178) 1992 SJ       | 23 de setembro de 1992  |                          |
| 120460 Hambach         | 13 de outubro de 1990   | com L. D. Schmadel       |
| (120461) 1990 TK       | 10 de outubro de 1990   | com L. D. Schmadel       |
| (120481) 1992 SP       | 24 de setembro de 1992  | com L. D. Schmadel       |